# 叶不二子
叶不二子（Fujiko Kano、1972年4月18日—）是主要活躍於美國色情業的日本籍AV女優。出身於日本福岡縣 。舊藝名為蒲川里沙（蒲川リサ）。

## 簡歷
2000年改名為叶不二子，並前往美國拍攝色情片。

## 作品

### AV作品
- 蒲川リサベストセレクション（2001/09/20、ソフト・オン・デマンド）
- ゴージャス 官能姉妹（2001/02/21、h.m.p）
- 人間発電所（2003/05/25、h.m.p）
- 麗しの家庭教師 7（2004/05/20、V＆Rプロダクツ）

## 外部連結
- Fujiko Kano在互联网电影资料库（IMDb）上的資料（英文）